# Teòfil de Constantinoble
Teòfil (en llatí Teophilus, en grec Θεόφιλος) fou un jurista i advocat de Constantinoble que va servir Justinià I en la redacció del seu primer Codi, al Digest, i a la formació de les Institutes  (De Novo Codice faciendo, § 1. De. Justinianco Codice conformando, § 2. De Confirmatione Digestorum, Tanta, &c, § 9, Instit. D. Justiniani Prooemium, § 3).
El 528 fou comes sacri consistorii i juris doctor a Constantinoble. El 529 fou ex magistro i juris doctor també a la capital; el 532 portava els títols d'Illustris, Magister i juris peritus. Fou el traductor al grec d'una paràfrasi de l'Institutes de Justinià (Ἰνστιτοῦτα Θερφίλου Ἀντικένσωρος, Instituta Theophili Antecensoris) probablement el 533.
El 534 era mestre de lleis a la capital, i va llegir el text en llatí dels Institutes i la paràfrasi en grec, destinada als estudiants de primer curs de lleis. En aquesta època va escriure els seus primers quatre llibres sobre el Digest (Πρώτα), dels que se'n conserven fragments a uns escolis de la Basilica, i el 535 va fer la segona part (set llibres coneguts per De Judiciis), dels que també se'n conserven escolis. Les seves obres en grec van ser llibres de text a les escoles jurídiques de l'Imperi fins al segle x, i fins i tot Constantí Harmenopul, un jurista del segle xiv, els menciona com a obres importants.
Va morir vers el 536, ja que Taleleu, un col·lega seu a l'escola, en parla probablement ja com a persona morta el 537.